# Stemmacantha lyrata
Stemmacantha lyrata là một loài thực vật có hoa trong họ Cúc. Loài này được (Iljin) Dittrich miêu tả khoa học đầu tiên năm 1984.